# Ojos Negros (kommunhuvudort)
Ojos Negros är en kommunhuvudort i Spanien.   Den ligger i provinsen Provincia de Teruel och regionen Aragonien, i den centrala delen av landet, 190 km öster om huvudstaden Madrid. Ojos Negros ligger 1 148 meter över havet och antalet invånare är 526.
Terrängen runt Ojos Negros är platt åt nordost, men åt sydväst är den kuperad. Runt Ojos Negros är det mycket glesbefolkat, med 2 invånare per kvadratkilometer. Närmaste större samhälle är Monreal del Campo, 13,3 km öster om Ojos Negros. Omgivningarna runt Ojos Negros är i huvudsak ett öppet busklandskap.